# The Best of 2005–2013
The Best of 2005–2013 es el primer álbum de grandes éxitos de la banda estadounidense de heavy metal Avenged Sevenfold. Fue lanzado el 2 de diciembre de 2016 a través del sello discográfico Warner Bros. Records. El álbum cubre canciones de todos los álbumes de la banda lanzados bajo Warner Bros., desde City of Evil hasta Hail to the King, incluidas versiones y sencillos únicos lanzados en el medio. Los propios miembros de la banda no han respaldado ni apoyado este álbum debido a que se lanzó sin su consentimiento, conocimiento o participación. Desde entonces, el álbum se eliminó de los servicios de transmisión digital, incluido Spotify.

## Antecedentes
A principios de 2016, Avenged Sevenfold dejó Warner Bros. Records por Capitol Records, lo que resultó en una batalla legal entre el sello discográfico y la banda. En respuesta a la fecha de lanzamiento supuestamente filtrada del séptimo álbum de la banda, falsamente filtrado y titulado Voltaic Oceans con una fecha de lanzamiento del 9 de diciembre de Chris Jericho en Instagram, Warner Bros. anunció The Best of 2005-2013, que se lanzará una semana antes. a la fecha de lanzamiento filtrada, el 2 de diciembre. Sin embargo, la banda lanzó oficialmente por sorpresa el álbum como The Stage el 28 de octubre, a lo que el sello cambió rápidamente la fecha de lanzamiento para capitalizar el tráfico, pero volvió a su lanzamiento del 2 de diciembre.
El cantante M. Shadows ha expresado abiertamente su desdén por el lanzamiento del álbum de grandes éxitos sin el conocimiento de la banda, afirmando: "Vas a intentar sacar este disco justo antes de nuestro nuevo disco solo para socavarnos y tratar de confundir a los fanáticos casuales". como, '¿Es este el nuevo disco? ¿O es ese el nuevo disco?' O padres comprando cosas para Navidad. Así que es realmente infantil".

## Lista de canciones
| Disco uno |                            |                         |          |  |
| N.º       | Título                     | Álbum                   | Duración |  |
| 1.        | «Bat Country»              | City of Evil, 2005      | 5:11     |  |
| 2.        | «Beast and the Harlot»     | City of Evil, 2005      | 5:43     |  |
| 3.        | «Seize the Day»            | City of Evil, 2005      | 5:34     |  |
| 4.        | «Critical Acclaim»         | Avenged Sevenfold, 2007 | 5:15     |  |
| 5.        | «Almost Easy»              | Avenged Sevenfold, 2007 | 3:54     |  |
| 6.        | «Afterlife»                | Avenged Sevenfold, 2007 | 5:52     |  |
| 7.        | «Dear God»                 | Avenged Sevenfold, 2007 | 6:33     |  |
| 8.        | «A Little Piece of Heaven» | Avenged Sevenfold, 2007 | 8:00     |  |

| Disco dos |                                             |                                               |          |  |
| N.º       | Título                                      | Álbum                                         | Duración |  |
| 1.        | «Nightmare»                                 | Nightmare, 2010                               | 6:14     |  |
| 2.        | «Welcome to the Family »                    | Nightmare, 2010                               | 4:05     |  |
| 3.        | «So Far Away»                               | Nightmare, 2010                               | 5:26     |  |
| 4.        | «Hail to the King»                          | Hail to the King, 2013                        | 5:05     |  |
| 5.        | «Shepherd of Fire»                          | Hail to the King, 2013                        | 5:23     |  |
| 6.        | «Walk» (Pantera cover)                      | High Voltage!: A Brief History of Rock, 2006  | 5:20     |  |
| 7.        | «Flash of the Blade» (cover de Iron Maiden) | Maiden Heaven: A Tribute to Iron Maiden, 2008 | 4:01     |  |
| 8.        | «Paranoid» (cover de Black Sabbath)         | Covered, A Revolution in Sound, 2009          | 2:43     |  |
| 9.        | «Carry On»                                  | Black Reign, 2018                             | 4:15     |  |
| 10.       | «Not Ready to Die»                          | Black Reign, 2018                             | 7:05     |  |

## Personal
Avenged Sevenfold
- M. Shadows - Voz
- Synyster Gates - Guitarra líder, coros
- Zacky Vengeance - Guitarra rítmica, coros
- Johnny Christ - Bajo, coros
- The Rev - Batería, coros (todas las pistas del disco uno, pistas 6-8 del disco dos)
- Mike Portnoy - batería (pistas 1-3 en el disco dos)
- Arin Ilejay - batería (pistas 4-5, 9-10 en el disco dos)